# Erich Hecke
Erich Hecke (Buk, 20 de setembro de 1887 — Copenhague, 13 de fevereiro de 1947) foi um matemático alemão.
De 1929 até morrer foi um dos editores do Mathematische Annalen.